# 卡墙河
卡墙河是中华人民共和国新疆维吾尔自治区的一条河流，位于塔里木盆地，该河全长496千米，集水面积约26822平方千米，年均径流量约为5.44亿立方米。根据且末水文站测定，该河夏季富水期径流量占全年的51%，冬季枯水期径流量占全年的7%。